# Весёловка (Светловский городской округ)
Веселовка — посёлок в Светловском городском округе Калининградской области России.

## История
В 1938 года деревня Беренвальде (нем. Beerenwalde) переименована в Бервальде (нем. Berwalde). В 1939 году проживало 608 жителей, населенный пункт относился к церковному приходу Варген. 14 апреля 1945 года деревня была взята советскими войсками. В 1950 году указом Президиума Верховного Совета РСФСР присвоено наименование посёлок Веселовка.

## Население
| 2002 | 2010 |
| ---- | ---- |
| 107  | ↗149 |

## Улицы
| - ул. Белая, - ул. Дальняя, - ул. Еловая, | - ул. Лесная, - ул. Солнечная, - ул. Тенистая. |